# M/S Vånö
M/S Vånö är ett av Waxholmsbolagets fartyg och är byggd 1991. Fartyget är byggt i lättmetall. Stäven är utformad för så kallad "stävtillägg" och försedd med ett bogvisir, som fungerar som öppningsbar port.

## Bilder

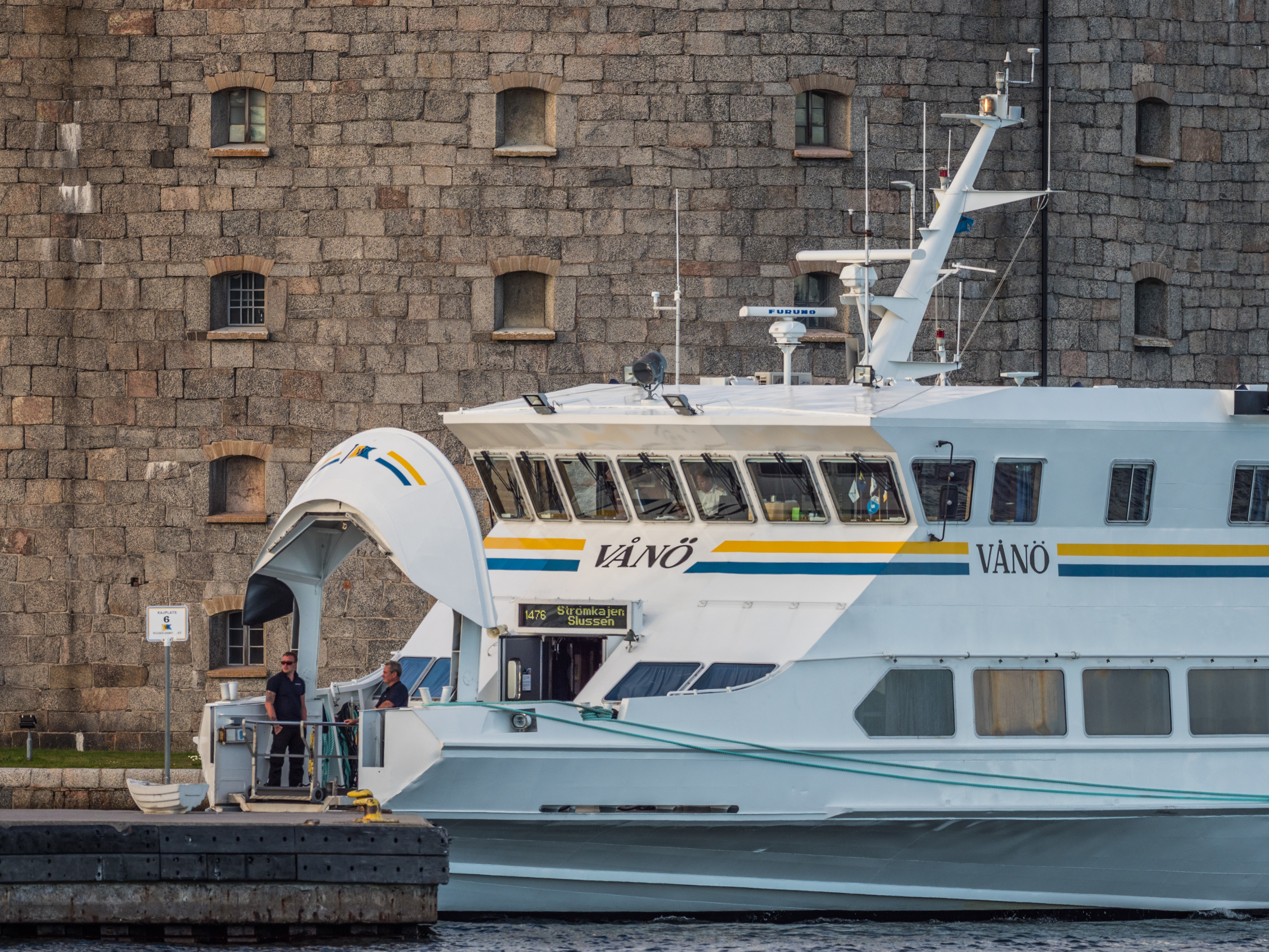
M/S Vånö i hamn i Vaxholm.
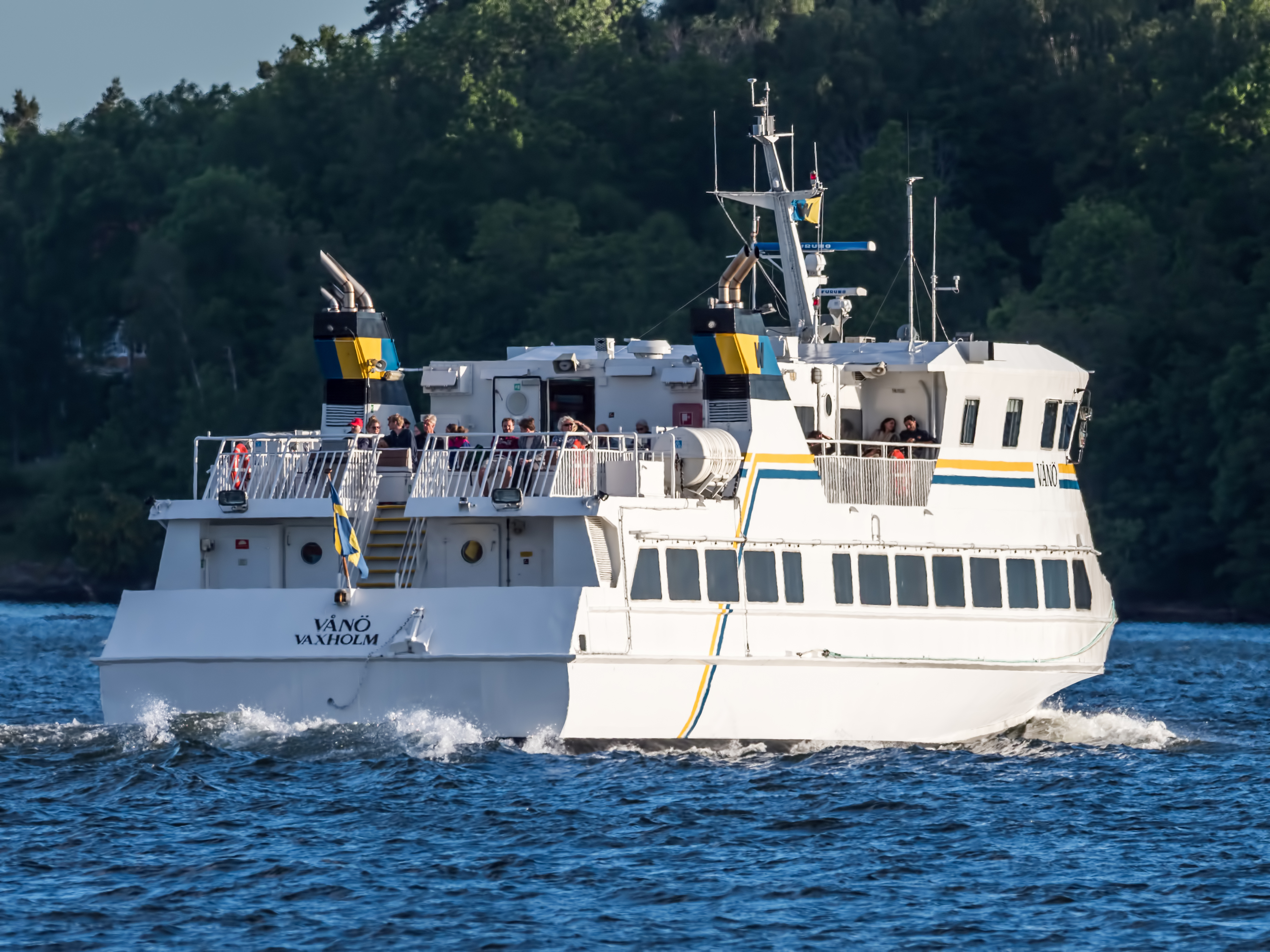
M/S Vånö lämnar Vaxholm.
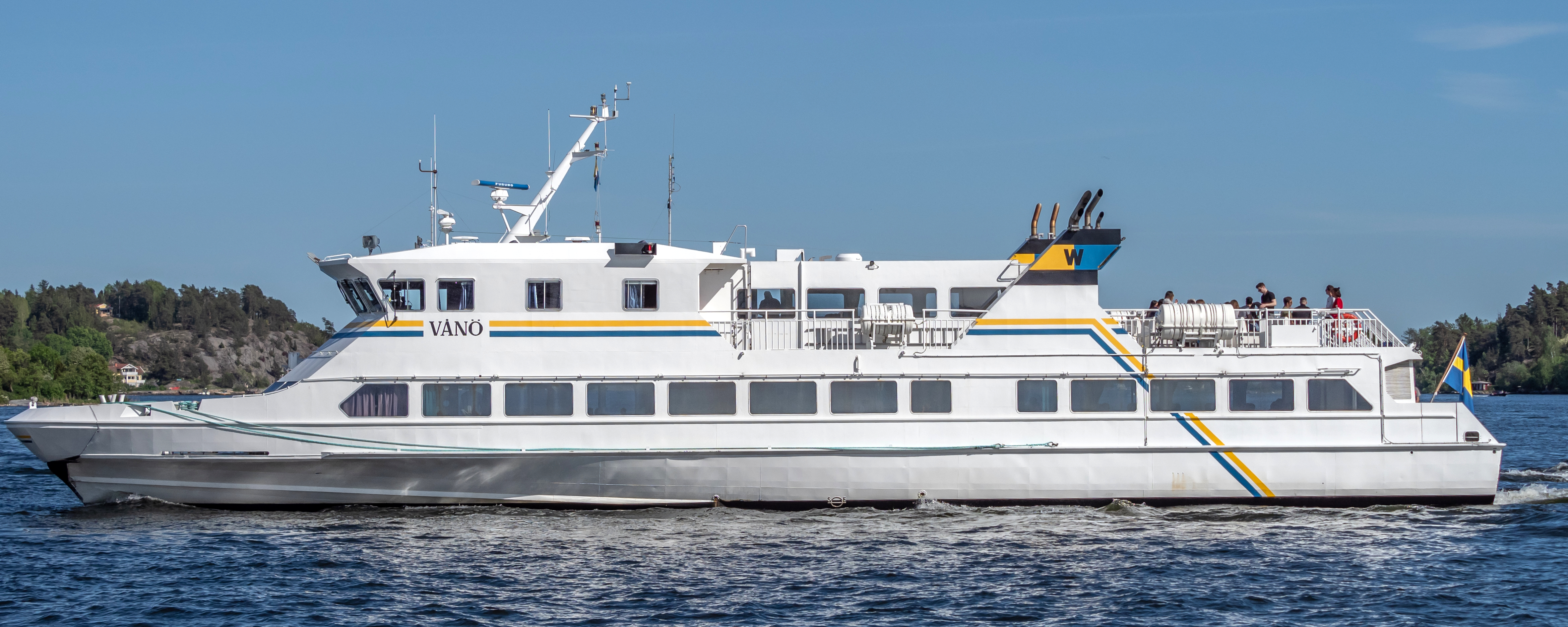
M/S Vånö utanför Vaxholm.